# 口紅膠

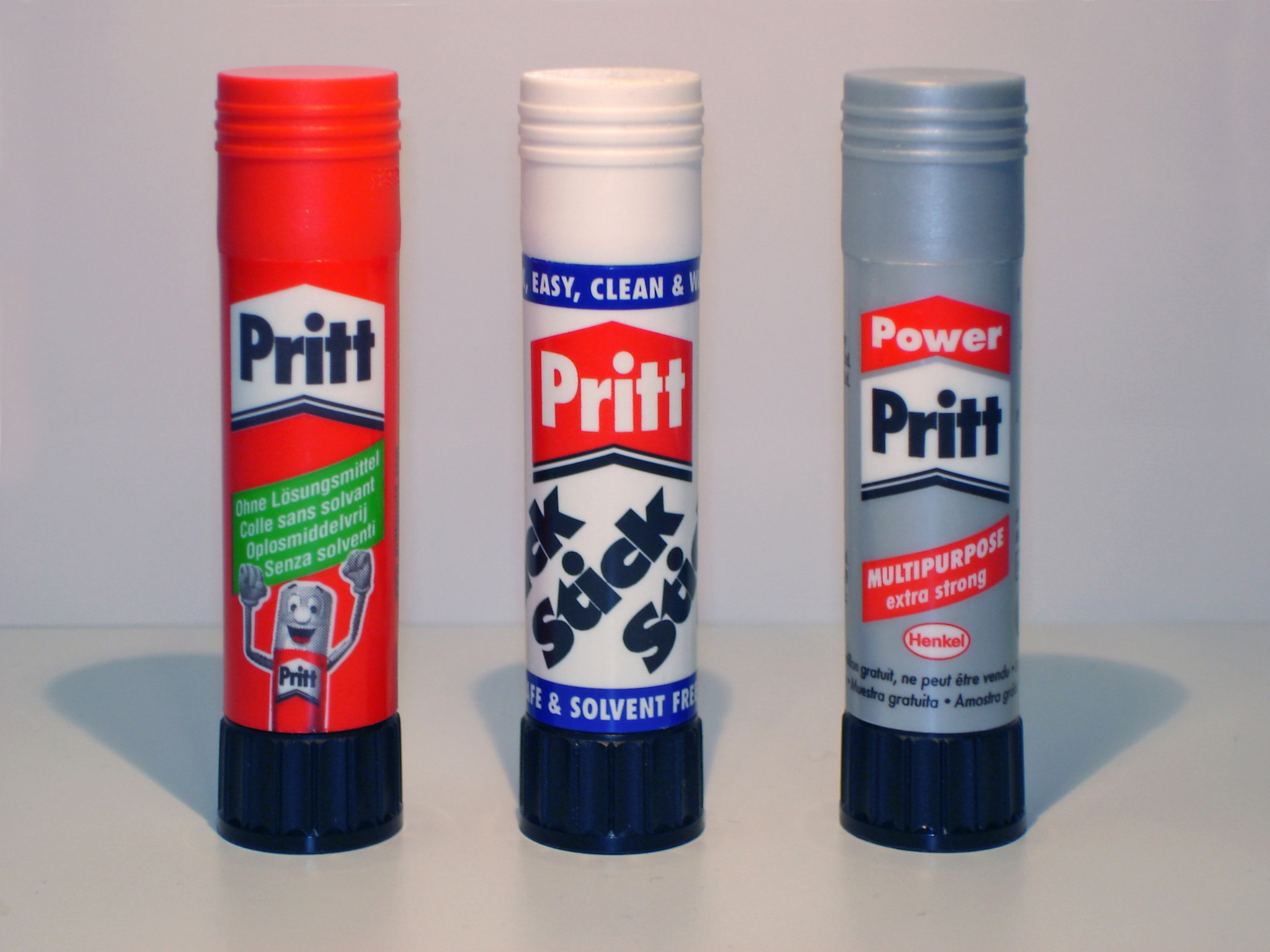
漿糊筆

漿糊筆，也称固体胶、胶棒，一种只能黏紙張但不太容易黏緊的膠水，好處是攜帶方便、不會沾染手指，而且有些口紅膠可以重複黏貼。它最大的特徵在於黏紙張的時候紙並不會皺掉，漿糊筆因為含水量少也會很快就乾掉，是很受歡迎的學校黏貼用具和辦公用黏貼物品。

## 品牌
1969年德國漢高公司結合口紅的便利性，發明了全球第一個口紅膠產品，該公司將之命名為「百特」口紅膠。1971年此產品銷售到38個國家，2011年遍佈全球121個國家。眼見該產品之成功，其他如Kores、3M公司等對手也推出類似產品。